# Воница
Воница е градче в историческа Акарнания, на брега на амбракийския залив на Йонийско море. Местоположението му е стратегическо, понеже позволява осъществяването на контрол от юг върху входа/изхода от залива. На срещуположния край на входа/изхода на залива се намира Превеза.
В античността в близост до мястото на съвременния град се е намирала древногръцката Анактория. Според някои трактовки на мястото му била Хераклея. Днешният град е средновековен, дълго време владян от венецианците посредством укрепената крепост над него.
Етимологията на името му е българска. Прониква видоизменено в съвременния гръцки език (димотики) от старобългарското Войница. С последното име градчето е записано и в руския Енциклопедичен речник на Брокхауз и Ефрон. Наименованието на католическата, венецианска в миналото, епископия в градчето е Боница, вероятно видоизменено от българското Бойница.
Етимологията на името му отразява и владението в минало време на цяла Етолоакарнания от цар Симеон Велики, а после и от цар Стефан Душан. По времето на втория, а и през целия 14 век и 15 век, проникват през Етолоакарнания в Атика и Пелопонес т.нар. арванити.
Воница в историята на съвременна Гърция е известна като място на начало на въстанието срещу управлението на крал Отон I Гръцки, с което се слага края на т.нар. баварократия в кралство Гърция.